# الغواصة الألمانية يو-23 (1936)
غواصة يو-23 غواصة يو بوت ألمانية من الفئة الثانية بي بنيت ل سلاح بحرية ألمانيا النازية كريغسمارينه، في أحواض بناء السفن الألمانية التابع لفريدريش كروب في كيل خلال الحرب العالمية الثانية. 
تم إطلاقها في 11 أبريل 1936، وتم تشغيلها في 24 سبتمبر.